# Olga Vittoria Gentilli

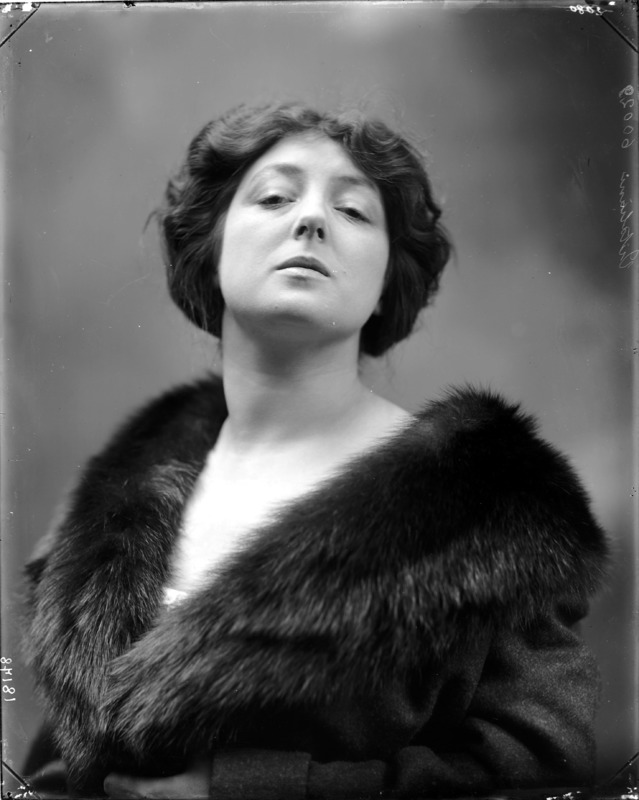
Olga Vittoria Gentilli

Olga Vittoria Gentilli (* 19. Juli 1888 in Neapel; † 29. Mai 1957 in Rapallo) war eine italienische Bühnen- und Filmschauspielerin.

## Leben
Gentilli stammte aus einer piemontesischen Familie und begann ihre Theaterkarriere bei Giovanni Novelli Vidali im Jahr 1908, in dessen Truppe sie zunächst kleinere schauspielerische Aufgaben übernahm. In den Folgejahren war sie in den unterschiedlichsten Ensembles tätig, von Andò-Paoli-Gandusio über Zoncada-Severi (in der Spielzeit 1912/13) zur zweiten Dame bei Ruggero Ruggeri. Dann stieg sie zur Hauptdarstellerin auf (bei Ada Dondini, bei Giuseppe Sterni und 1917 bei Luigi Carini-Ada Dondetti-Aristide Baghetti). Diese Truppe wandelte sich zur ersten von ihr mitverantworteten, als sie Ende 1920 zusammen mit Carini die Namensgeberin wurde. Ein Jahr später wurde die populäre Schauspielerin von Luigi Chiarini für dessen „Compagnia Comoedia“ verpflichtet und spielte mit dem kurzlebigen Ensemble Gentilli-Frigerio-Bianchi. Ab 1926 mit (erneut) Luigi Zoncada, Wanda Capodaglio und Enzo Gainotti künstlerisch unterwegs, unternahm sie auch Ägypten- und Türkei-Tourneen. Meist spielte die Gentilli in italienischen Klassikern, später auch in neapolitanischen Komödien.
Die 1930er Jahre brachten die ersten Mutterrollen, als sie mit Ernesto Sabatini, später mit Lamberto Picasso und 1932 mit den „Spettacoli Gialli“ zu sehen war. Während des Zweiten Weltkrieges unterstützte sie Sergio Tofano und Diana Torrieri, später Evi Maltagliati und Memo Benassi und schließlich (bereits in den 1950er Jahren) erneut Sergio Tofano.
Ab 1933 war Gentilli in einer erklecklichen Anzahl von kraftvollen, meist matronenhaften Nebenrollen in etwa 40 Filmen, beim Fernsehen und in Radiostücken aufgetreten. Dabei ragen lediglich ganz am Ende ihrer Karriere gedrehte Fernsehfilme nach Theaterstücken wie Onkel Wanja (unter Silverio Blasi) oder Knock unter der Regie von Lyda C. Ripandelli heraus.

## Filmografie (Auswahl)
- 1933: La maestrina
- 1950: Der Pakt mit dem Teufel (La Beauté du diable)
- 1951: Andere Zeiten (Altri tempi)
- 1952: Das Schwert der Musketiere (Il figlio di Lagardère)
- 1953: Verdi, ein Leben in Melodien (Giuseppe Verdi)